# Gerrhosaurus bulsi
Gerrhosaurus bulsi là một loài thằn lằn trong họ Gerrhosauridae. Loài này được Laurent mô tả khoa học đầu tiên năm 1954.